# Famille van den Eynde
La Famille Van den Eynde est une ancienne famille de la noblesse des Pays-Bas, d'Italie et Belgique, originaire des Pays-Bas,,,,. Un des premiers Van den Eynde qui commença à utiliser le blason avec trois canards était Jacob van den Eynde, premier conseiller et pensionnaire de Delft, ensuite Grand-pensionnaire, le plus haut fonctionnaire des États de Hollande,. Les Van den Eynde devinrent particulièrement proéminent à Delft au XVIe siècle, Anvers au XVIIe siècle, et Naples.

## Histoire
L'un des premiers Van den Eynde à utiliser les armoiries avec trois canards d'argent était le jonkheer Jacob van den Eynde, qui en 1560 devint Grand-pensionnaire de Hollande,. Bien qu'il fût catholique, il combattit pour l'indépendance de la Hollande et mourut pour cette cause. En 1568 il fut accusé d'hérésie, conduit à Bruxelles. Il mourut incarcéré à Bruxelles après un an et demi passé dans les donjons de Vilvorde.
Jacob eut de nombreux enfants avec sa femme Elisabeth Van der Sluys. L'un d'eux était le jonkheer Jacob van den Eynde II, gouverneur de Woerden. Jacob eut aussi de nombreux enfants. L'un d'eux était le jonkheer Jacob van den Eynde III, mieux connu sous le nom de Jacobus Eyndius, capitaine sous le prince Maurice de Nassau et poète éminent des Pays-Bas du XVIIe siècle,,.
Au début du XVIIe siècle, les frères Ferdinand et Jan van den Eynde déménagèrent en Italie, Jan à Naples et Ferdinand à Rome. Ils devinrent très riches grâce au commerce, en particulier Jan, qui devint l'un des hommes les plus riches de Naples,. Ils étaient également des collectionneurs d'art, et Ferdinand était actif dans la communauté des expatriés néerlandais à Rome. Ferdinand mourut à Rome en 1630. Son tombeau, le Tombeau de Ferdinand van den Eynde à Santa Maria dell'Anima, était réalisé par François Duquesnoy.
Les Van den Eynde amassèrent l'une des plus grandes et des plus précieuses collections d'art de la région de Naples,. Ils acquirent à Naples le somptueux Palais Zevallos dans le centre de Naples et construisirent l'historique Villa Carafa du Belvédère à le Vomero. Jan avait deux filles et un fils. Il maria ses filles avec des familles nobles locales et força ses neveux à utiliser son nom de famille Van den Eynde,. Il achète un titre de noblesse italienne pour son fils Ferdinand, qui devient ainsi le premier marquis de Castelnuovo. Ferdinand était marié à Olimpia Piccolomini, de l'éminente maison de Piccolomini,. Il avait deux filles, qu'il maria avec les héritiers de deux des plus importantes familles nobles italiennes, les Carafa et les Colonna,. Les Van den Eynde  se sont ainsi unis avec les Colonna et les Carafa. Les deux filles, Giovanna et Elisabeth, ayant des enfants, ont constitué les dynasties Colonna et Carafa,,.

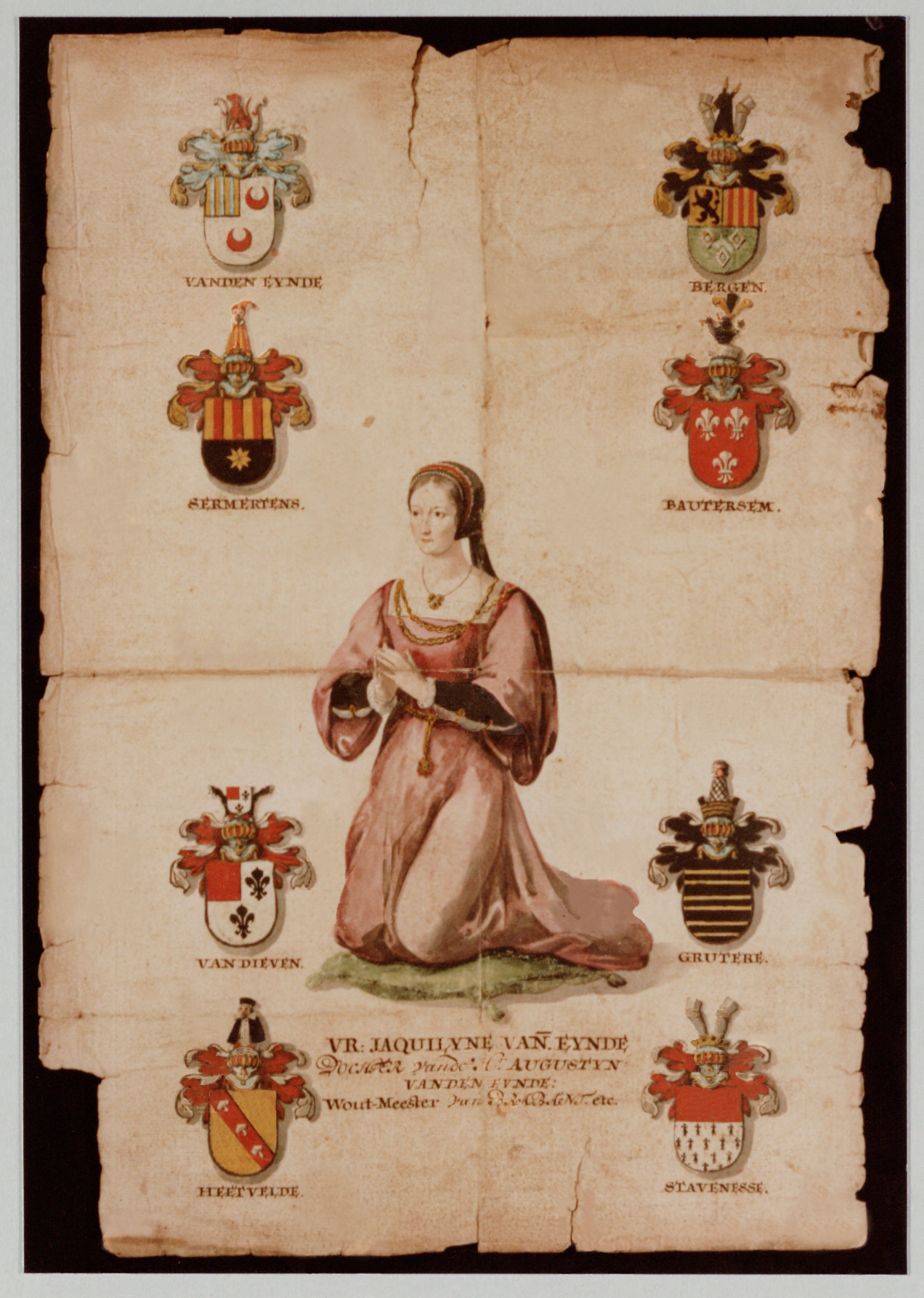
Jacqueline Van den Eynde, vers 1500, où l'on peut voir le blason initial de la famille Van den Eynde (en haut à gauche)
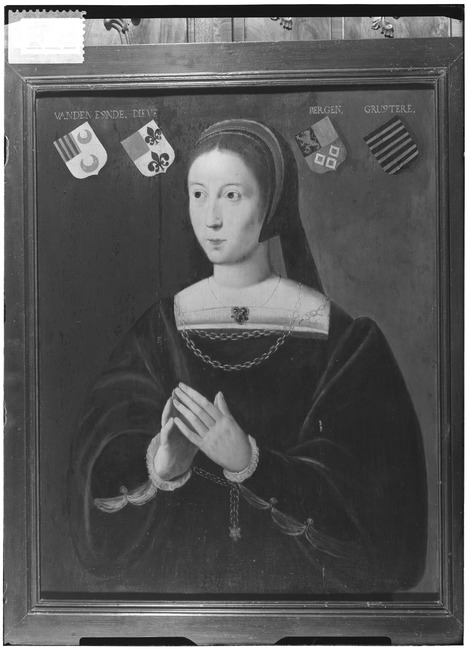
Jacoba Van den Eynde, vers 1500
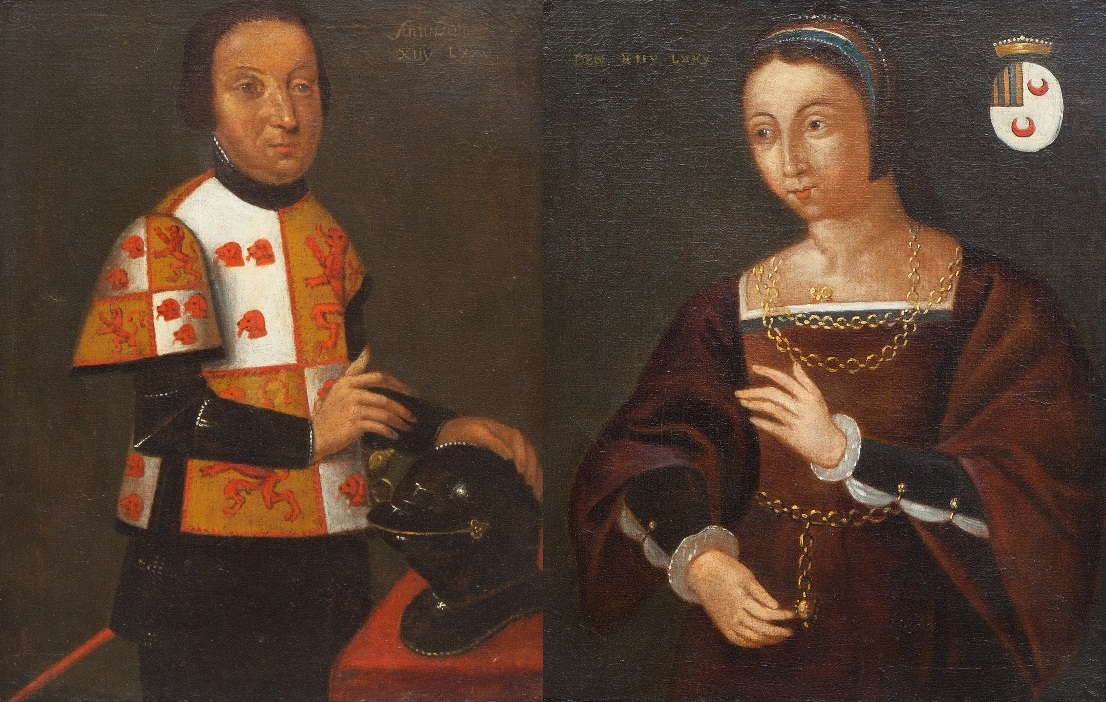
Jacoba Van den Eynde et Jacob van Serooskerke
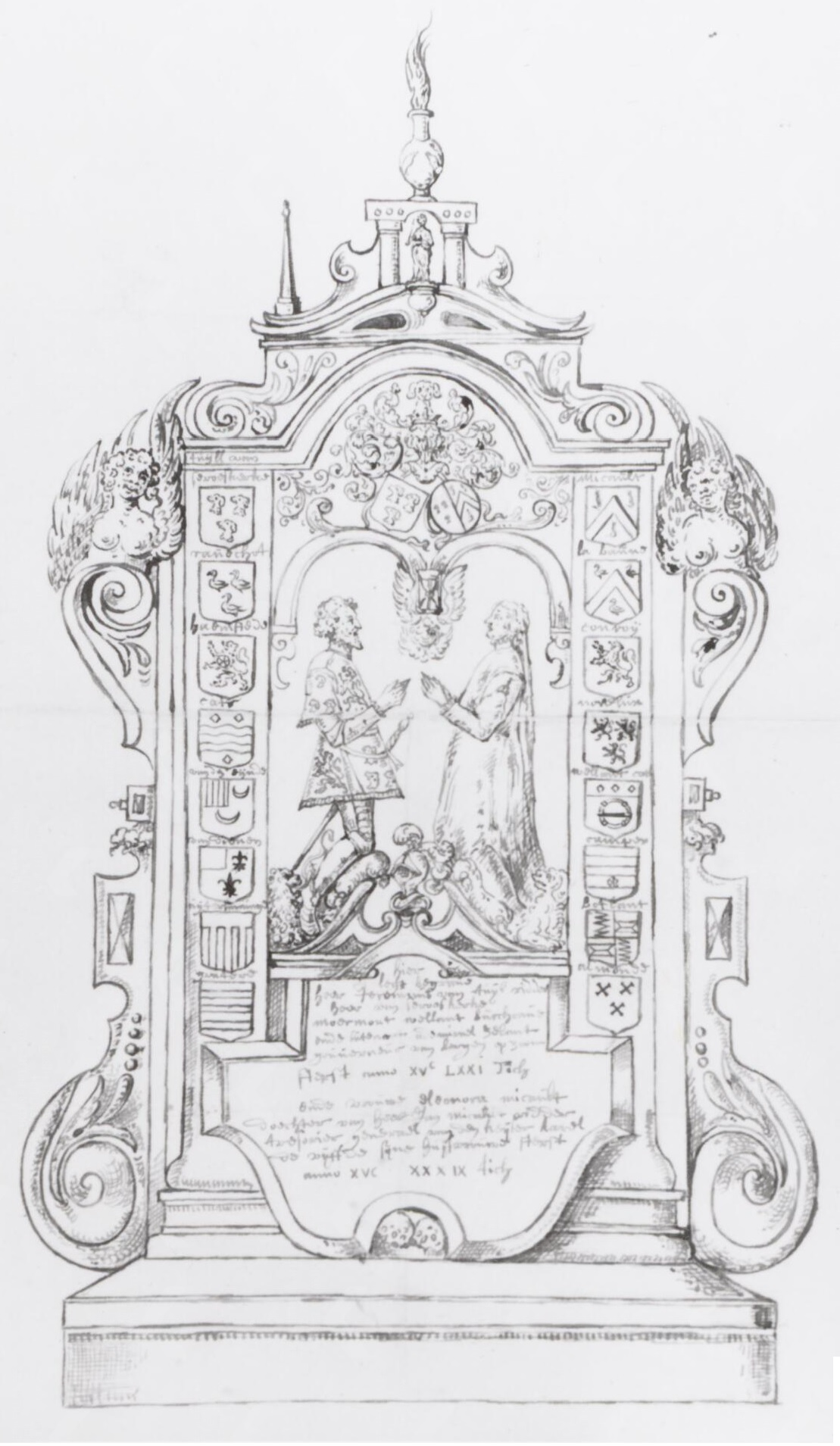
Cénotaphe de Jeronimus van Serooskerke (1500-1571) et Eleonora Micault (1513-1552) dans la Gertrudiskerk (nl) à Berg-op-Zoom
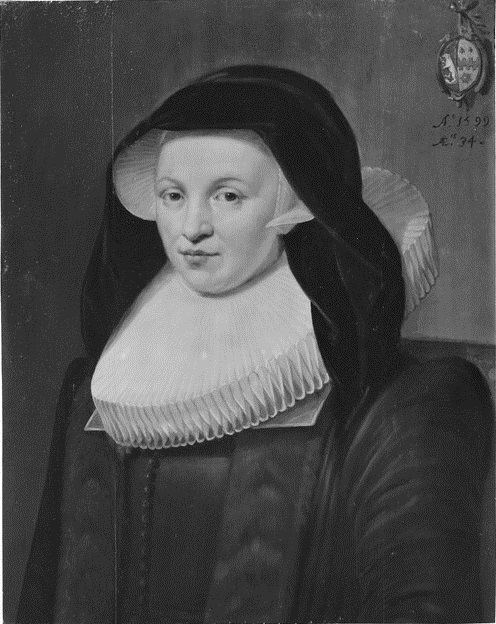
Emerentia Van den Eynde, épouse de Willem van Beveren (nl), Dordrecht, début du XVIIe siècle
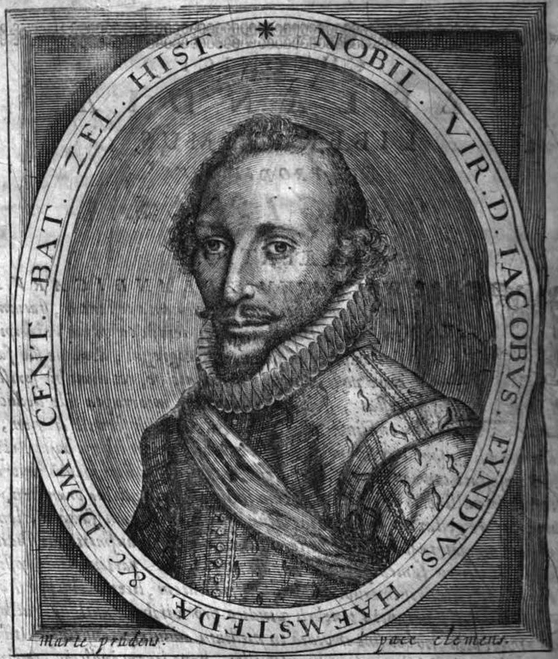
Jhr. Jacob Van den Eynde, seigneur de Haamstede, fils de Jhr. Jacob van den Eynde
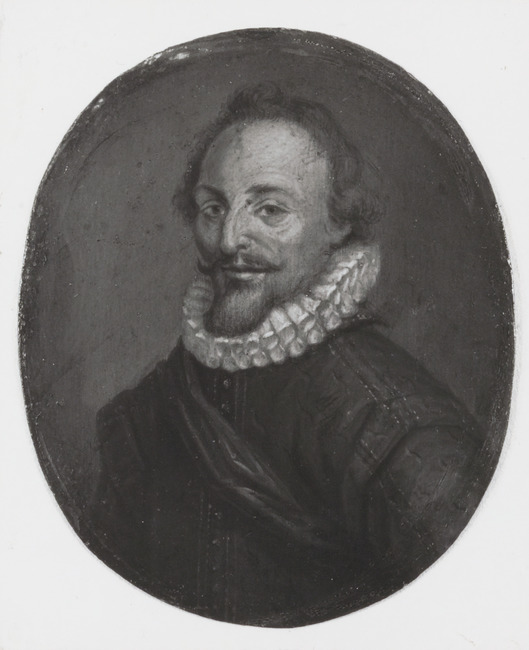
Jacob Van den Eynde III
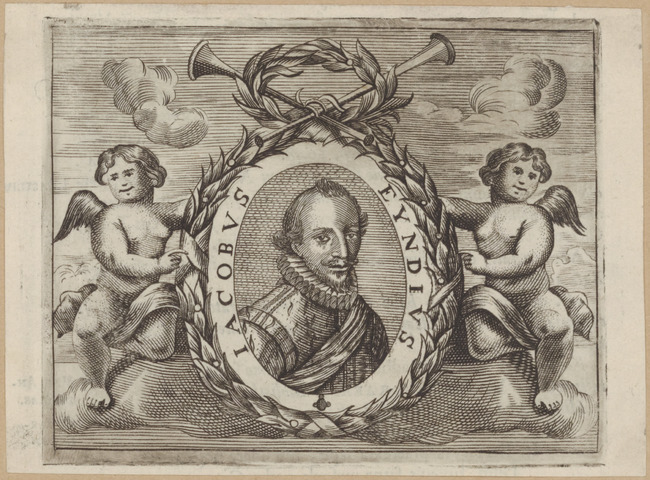
Jacob Van den Eynde III
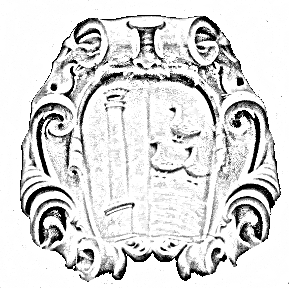
Armoiries de Van den Eynde et Colonna
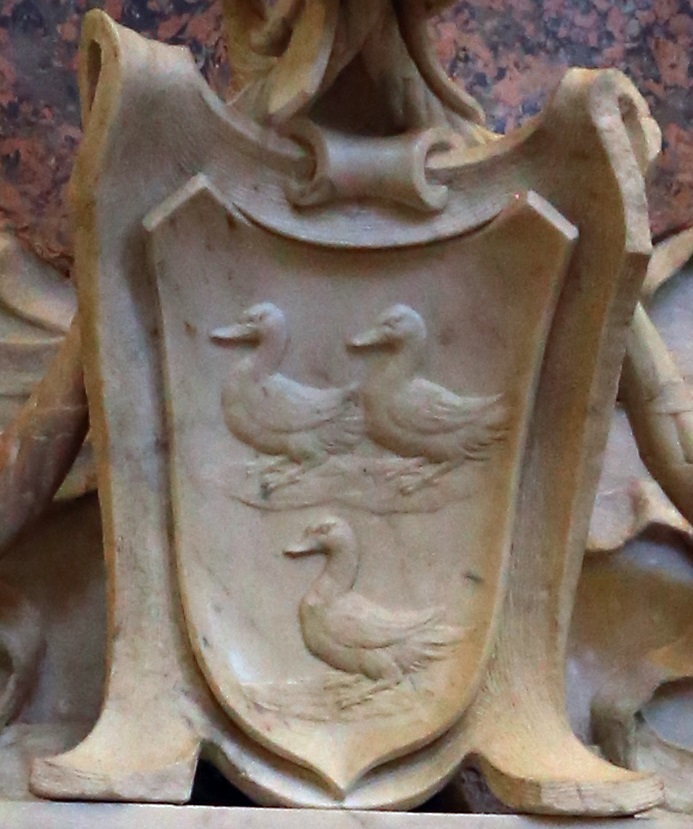
Armoiries de Van den Eynde à Rome
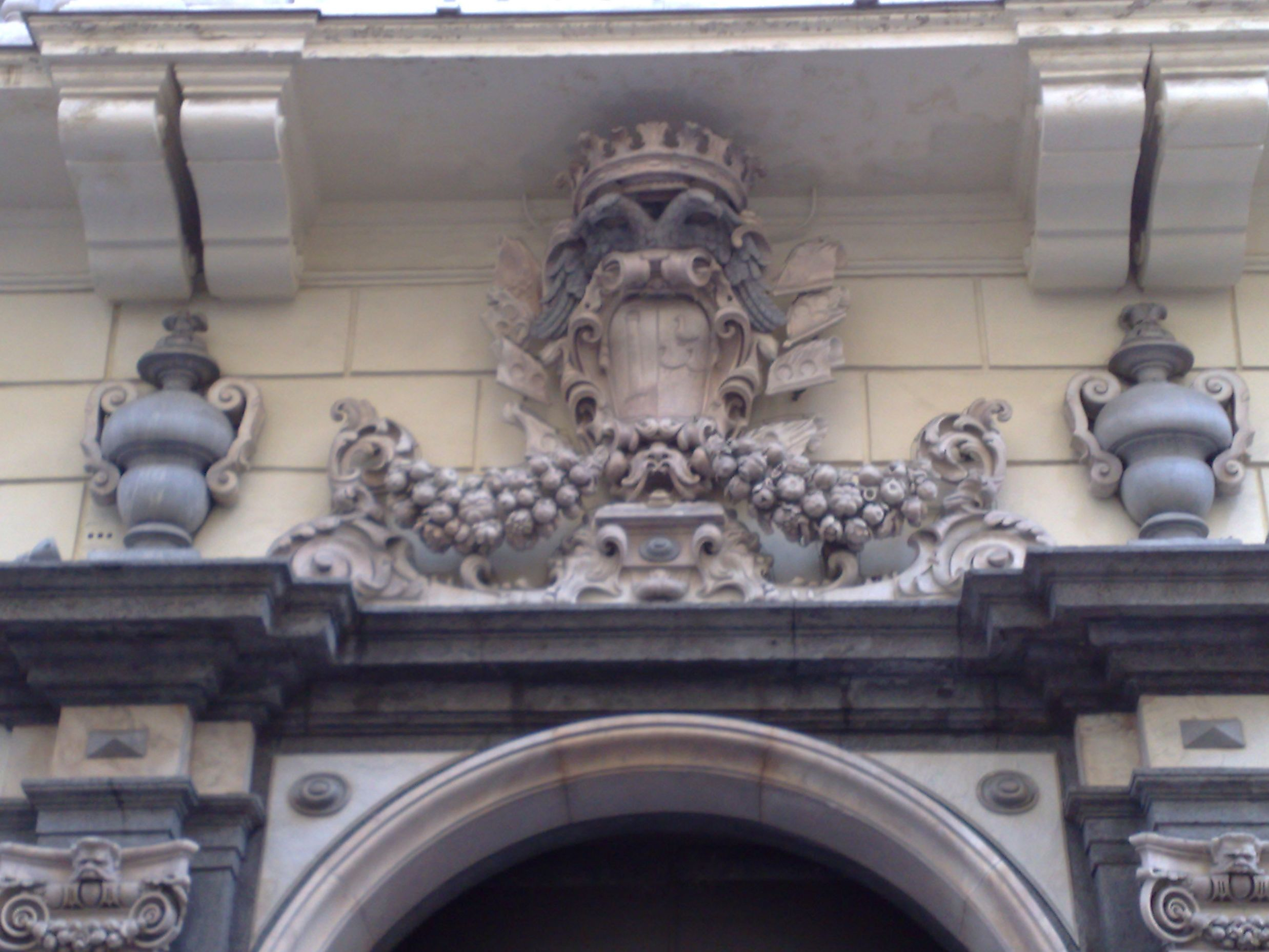
Armoiries de Van den Eynde et Colonna au-dessus de la porte du Palais Zevallos à Naples
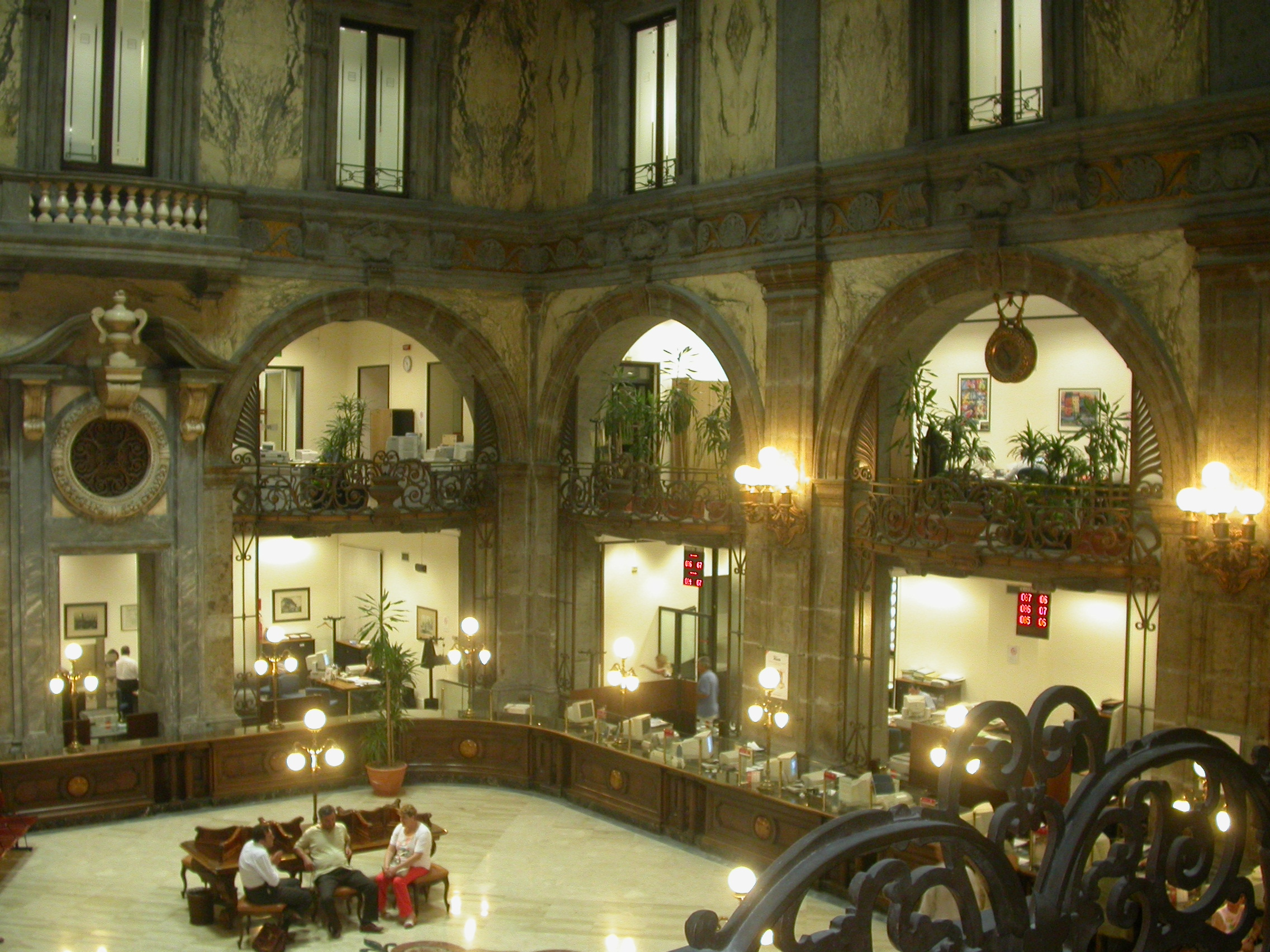
Palais Zevallos, cour intérieure
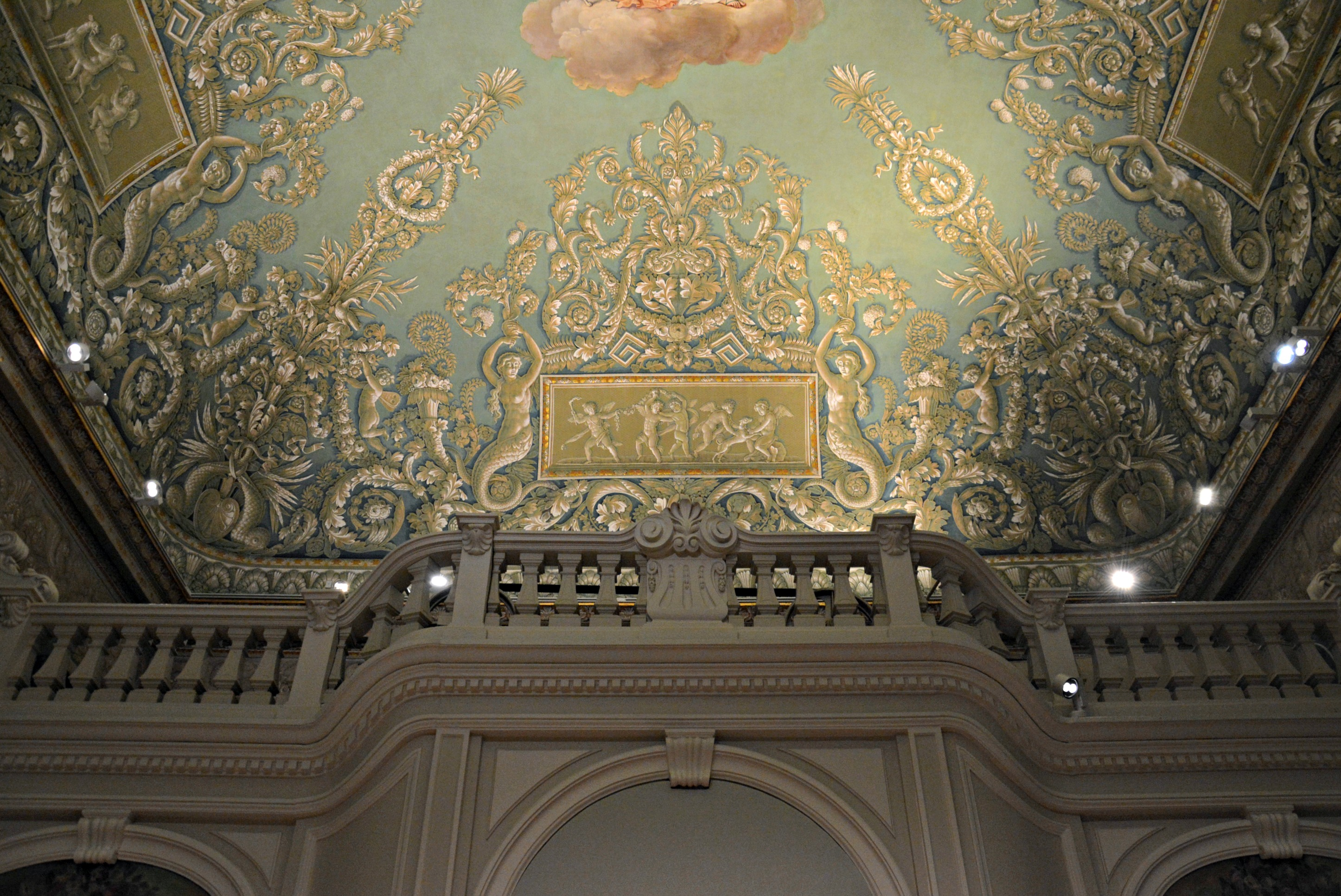
Palais Zevallos, plafond
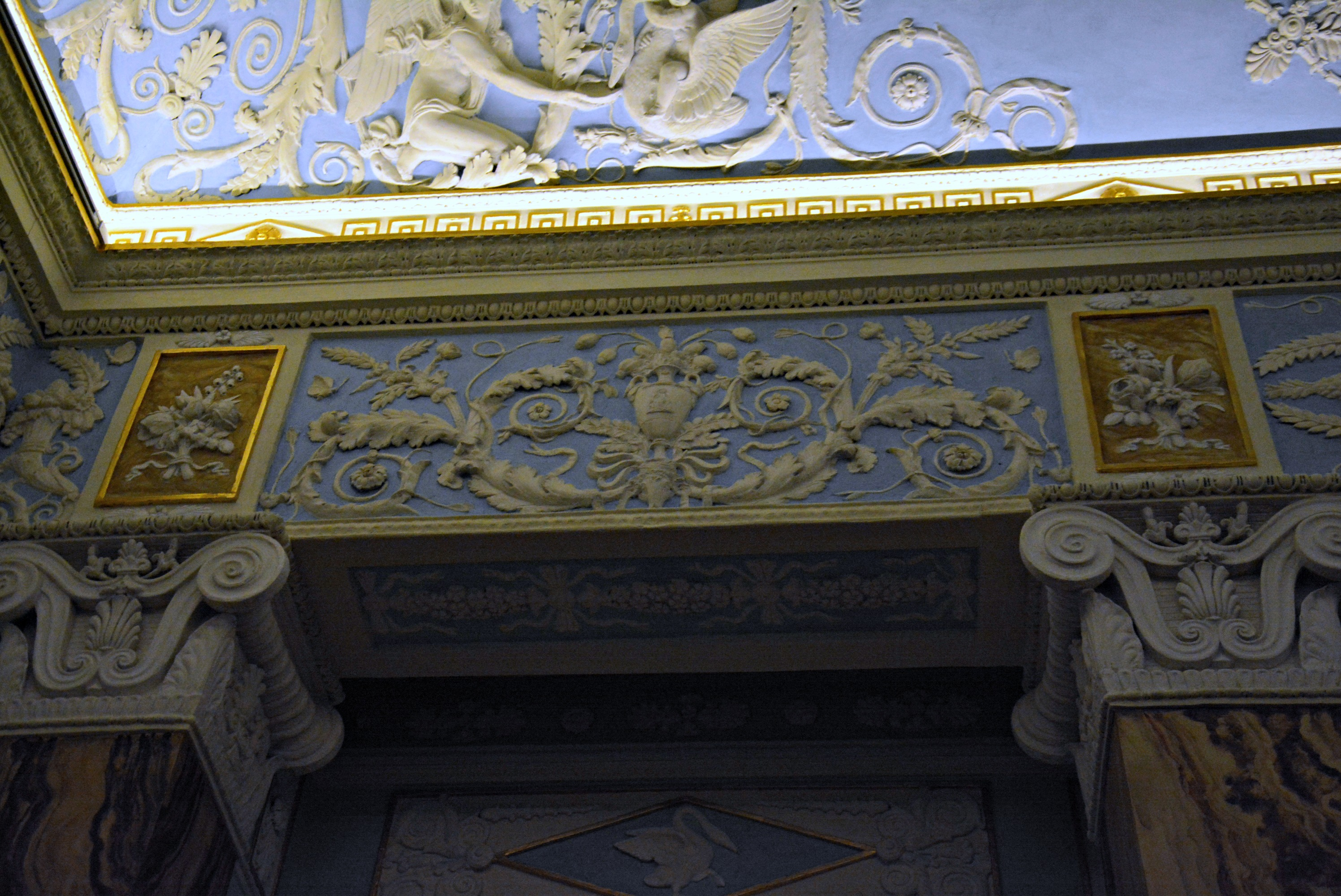
Palais Zevallos, piliers
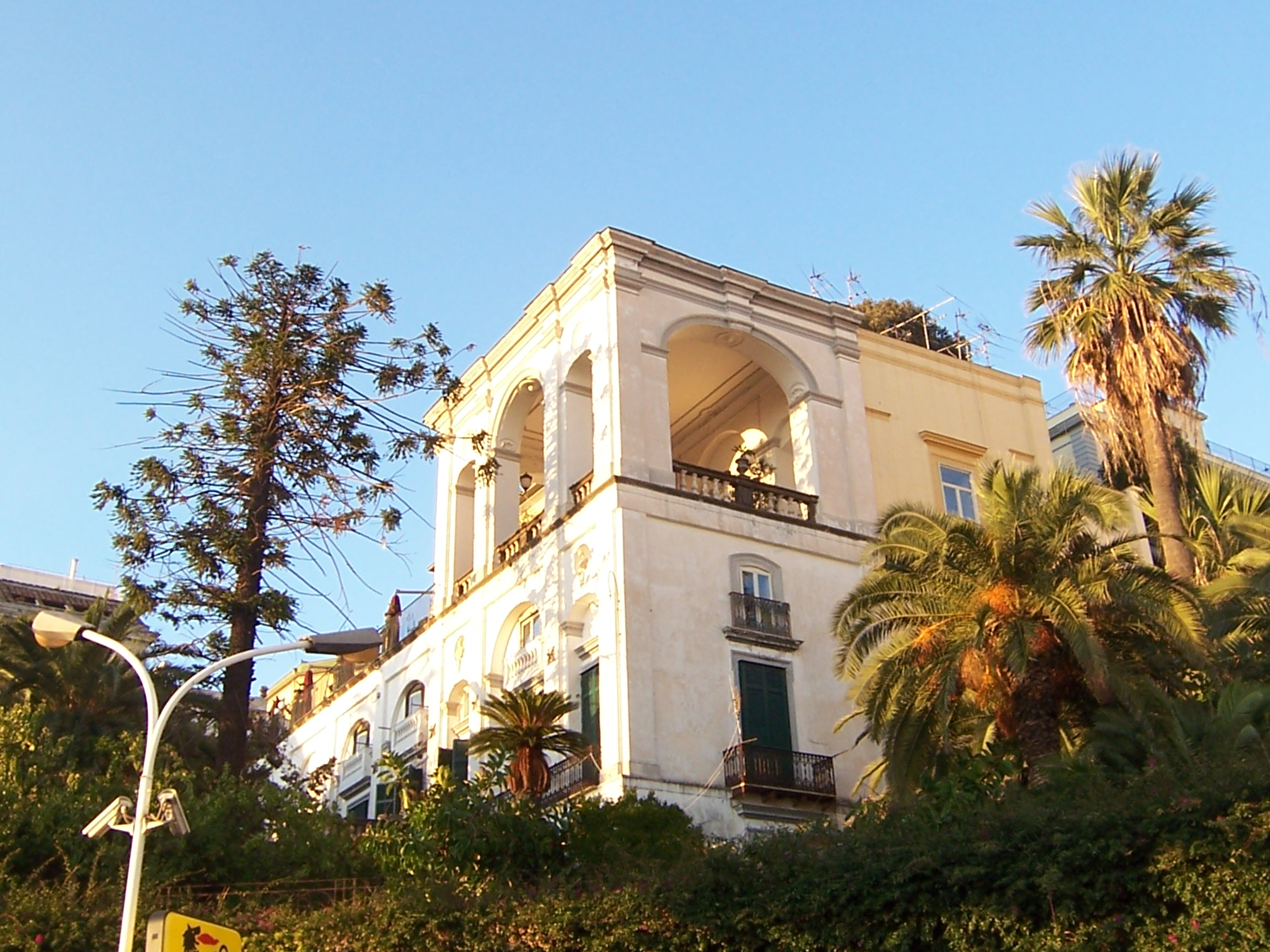
Villa Carafa du Belvédère, autrefois Palais Vandeneynden à Naples
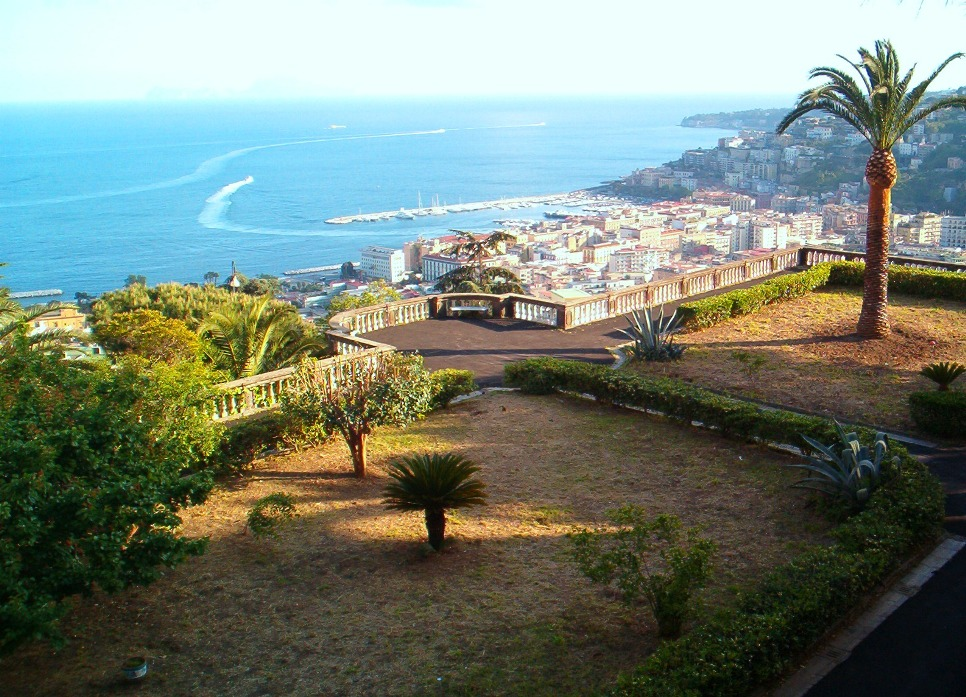
Terrasse de la Villa Carafa du Belvédère
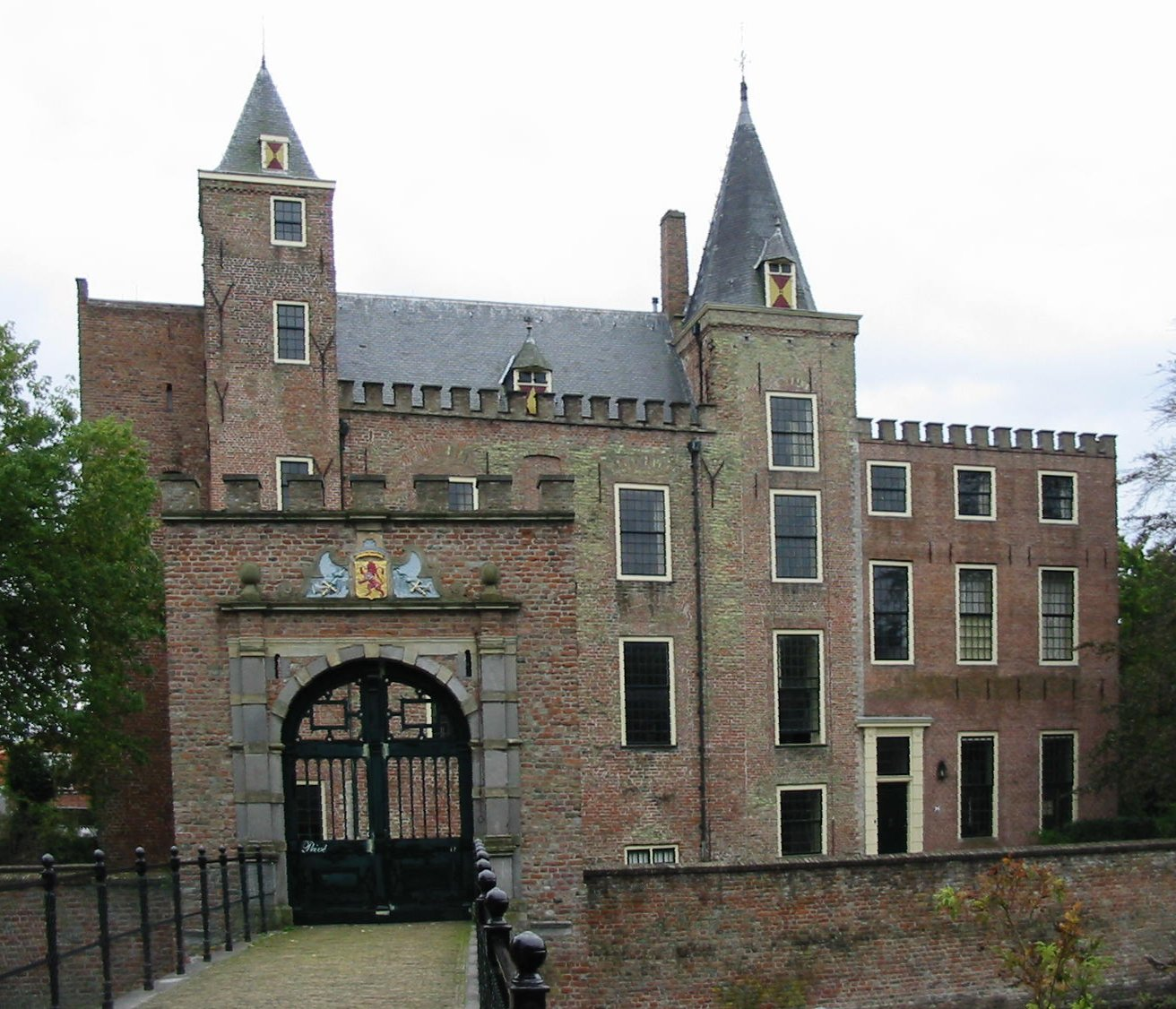
Château d'Haamstede
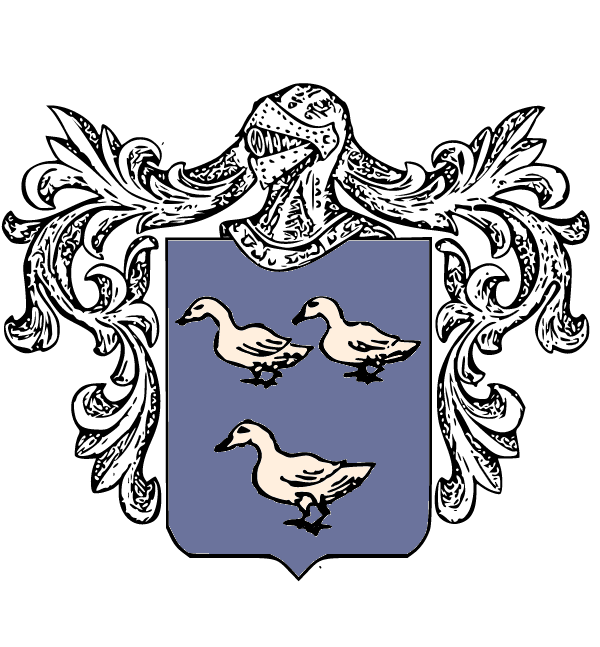
Armoiries

## Personnalités
- Hugo van den Eynde (1488-1566), Pensionnaire de Delft ;
- Jacob van den Eynde (c. 1515-1569), premier Grand-pensionnaire de Hollande ;
- Jacob van den Eynde II (XVIe siècle-1629), Gouverneur de Woerden ;
- Jacob van den Eynde III (Jacobus Eyndius) (1575-1614), poète, capitaine, seigneur de Haamstede ;
- Ferdinand van den Eynde (XVIIe siècle-1630), collectionneur d'art, marchand, frère de Jan ;
- Jan van den Eynde (XVIIe siècle-1674), éminent marchand, banquier, père du marquis Ferdinand ;
- Ferdinand van den Eynde (XVIIe siècle-1674), 1er marquis de Castelnuovo, magnat, collectionneur d'art ;
- Giovanna van den Eynde, Princesse de Sonnino (1672-1716) ;
- Elisabeth van den Eynde, Princesse de Belvédère (1674-1743).